# Maneel

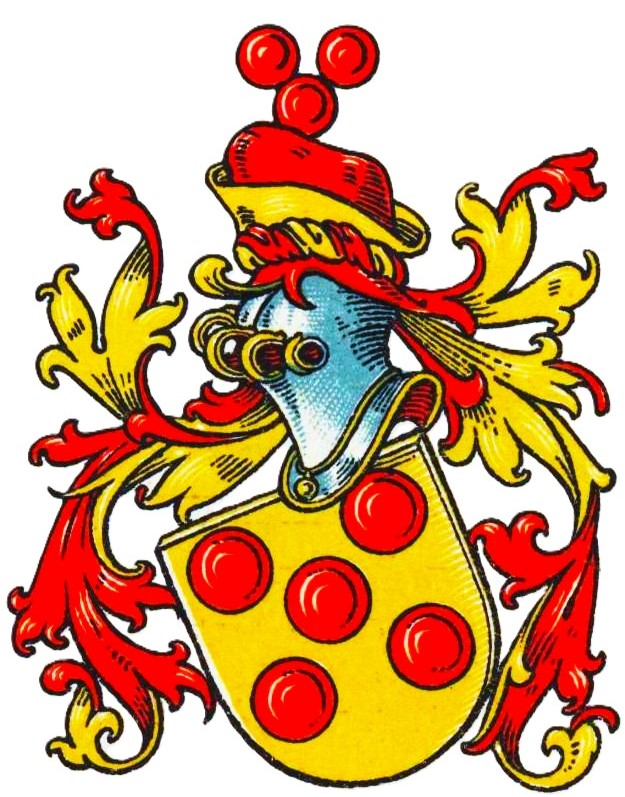
Wappen derer von Maneel im Wappenbuch des Westfälischen Adels

Maneel (auch Moneil, Mundeil o. ä.) ist der Name eines erloschenen niedersächsischen Adelsgeschlechts.

## Geschichte
Das Geschlecht stellte Burgmänner auf Burg Landegge. Mette von Maneel († 1575) war 1556 bis 1575 Äbtissin des Stifts Börstel. Ihr Vater war Burgmann auf Landegge, ihre Geschwister Johann, Gottschalk und Cecilie von Maneel wohnten bei Aschendorf. Anna von Maneel zu Landegge, Tochter von Hermann von Maneel zu Landegge und Clemense von Nagel, heiratete 1572 Herbod von Elmendorff (1536–1608). Johann von Maneel war ab 1572 Kammer- und Hofjunker in der Grafschaft Ostfriesland. Johann von Maneel zu Landegge war Anfang des 17. Jahrhunderts mit Clara von Altenbockum verheiratet.
1606 fiel Haus Beel bei Lathen durch Heirat an die Familie Maneel. Die Linie zu Beel starb um 1655 im Mannesstamm aus, sodass Haus Beel über die Erbtochter Anna Elisabeth von Maneel, die am 28. September 1654 Johann Caspar von Bordewieck geheiratet hatte, an die Familie des Letzteren fiel. Assinga (Ossinga) von Maneel, Assessor am Lingener Appellationsgericht, kam Ende des 17. Jahrhunderts an Gut Holthausen (heute Hof Weß) in Lingen. Seine Erbtochter Johanna Henrica von Maneel heiratete am 15. März 1732 Gerhardus Jodokus Flagingk, der 1740 in den Adelsstand erhoben wurde. Maria Albertina von Maneel war mit Otto Erst Gelder Graf von Limburg-Stirum (1752–1826) verheiratet.

## Wappen
Blasonierung: In Gold fünf (2:1:2) rote Kugeln. Auf dem rot-golden bewulsteten Helm mit rot-goldenen Helmdecken eine rote golden aufgeschlagene Mütze, darüber drei (2:1) rote Kugeln.